# Петър Вълевски
Петър Тодоров Вълевски е български политик. Кмет на Стара Загора в периода 28 юли 1950 – 14 февруари 1951 г.

## Биография
Роден е през 1908 г. в Стара Загора. Средното си образование получава в родния си град. Преди 1944 г. е затворен поради политически причини. След идването на комунистите на власт влиза в структурите на МВР и Държавна сигурност. Работи и като директор на градския промишлен комбинат, а след това и заместник-председател на градския народен съвет.